# Com a Mão na Massa
Com a Mão na Massa é um filme brasileiro do gênero comédia musical de 1958, produzido e dirigido por Luiz de Barros. Roteiro do diretor e Gita de Barros.  Números musicais com Elizeth Cardoso, Trio de Ouro, Gil de Barros e Jorge Veiga.

## Elenco[2]
- Silva Filho ... Jorge
- Íris Delmar ... Dolores
- Consuelo Leandro ... Benedita
- Odilon Azevedo ... Gustavo
- Renée Mara ... Sônia
- Vicente Marchelli ... Cassiano
- Barbosa Júnior ... Cornélio
- Pedro Dias	... Gomide
- Manoel Vieira	...Lopes
- Amadeu Celestino
- Zizinha Macedo